# 魏特斯堡
魏特斯堡是德国莱茵兰-普法尔茨州的一个市镇。总面积6.62平方公里，总人口2319人，其中男性1122人，女性1197人（2011年12月31日），人口密度350人/平方公里。